# Дір-Лейк (округ Файєтт, Пенсільванія)
Діер-Лейк (англ. Deer Lake) — переписна місцевість (CDP) в США, в окрузі Файєтт штату Пенсільванія. Населення — 482 особи (2020).

## Географія
Діер-Лейк розташований за координатами 39°50′50″ пн. ш. 79°35′22″ зх. д. / 39.84722° пн. ш. 79.58944° зх. д. (39.847251, -79.589543).  За даними Бюро перепису населення США в 2010 році переписна місцевість мала площу 4,16 км², з яких 3,92 км² — суходіл та 0,24 км² — водойми.

## Демографія
Згідно з переписом 2010 року, у переписній місцевості мешкало 495 осіб у 218 домогосподарствах у складі 154 родин. Густота населення становила 119 осіб/км².  Було 292 помешкання (70/км²).
Расовий склад населення:
| - 98,8 % — білих - 0,2 % — чорних або афроамериканців |

До двох чи більше рас належало 1,0 %. Частка іспаномовних становила 0,2 % від усіх жителів.
За віковим діапазоном населення розподілялося таким чином: 18,2 % — особи молодші 18 років, 66,2 % — особи у віці 18—64 років, 15,6 % — особи у віці 65 років та старші. Медіана віку мешканця становила 48,6 року. На 100 осіб жіночої статі у переписній місцевості припадало 97,2 чоловіків;  на 100 жінок у віці від 18 років та старших — 98,5 чоловіків також старших 18 років.
Середній дохід на одне домашнє господарство  становив 105 673 долари США (медіана — 59 447), а середній дохід на одну сім'ю — 106 570 доларів (медіана — 58 678). 
Цивільне працевлаштоване населення становило 181 особа. Основні галузі зайнятості: мистецтво, розваги та відпочинок — 34,3 %, будівництво — 30,9 %, освіта, охорона здоров'я та соціальна допомога — 9,9 %, науковці, спеціалісти, менеджери — 8,8 %.